# Кардано-аль-Кампо
Кардано-аль-Кампо (італ. Cardano al Campo) — муніципалітет в Італії, у регіоні Ломбардія,  провінція Варезе.
Кардано-аль-Кампо розташоване на відстані близько 520 км на північний захід від Рима, 45 км на північний захід від Мілана, 19 км на південний захід від Варезе.
Населення — 14 875 осіб (2014).
Щорічний фестиваль відбувається 22 січня. Покровитель — святий Анастасій.

## Демографія
Населення за роками:

Станом на 1 січня 2023 року в муніципалітеті офіційно проживало 1308 іноземців з 70 країн, серед них 340 громадян країн Євросоюзу та 63 громадяни України.

## Сусідні муніципалітети
- Казорате-Семпьоне
- Галларате
- Самарате
- Сомма-Ломбардо